# Lana Wood
Pour les articles homonymes, voir Wood.
Lana Wood, née Svetlana Gurdin le 1er mars 1946 à Santa Monica en Californie, est une actrice américaine.

## Biographie

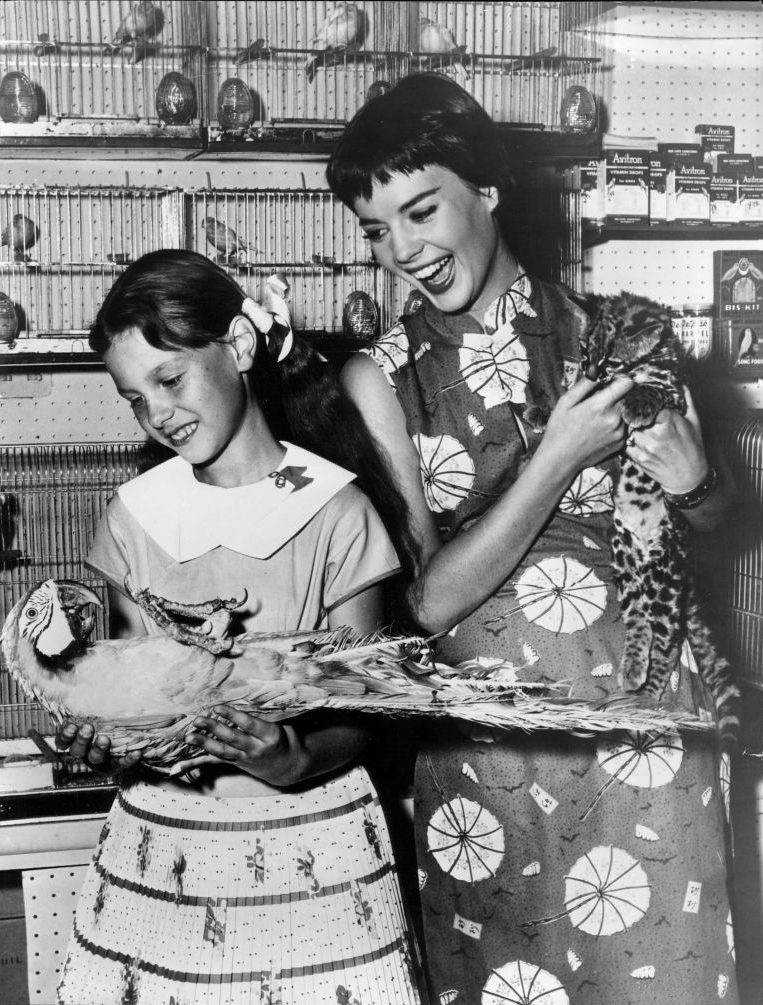
Lana Wood, à gauche, se tient à la droite de sa sœur aînée, Natalie Wood, en 1956.

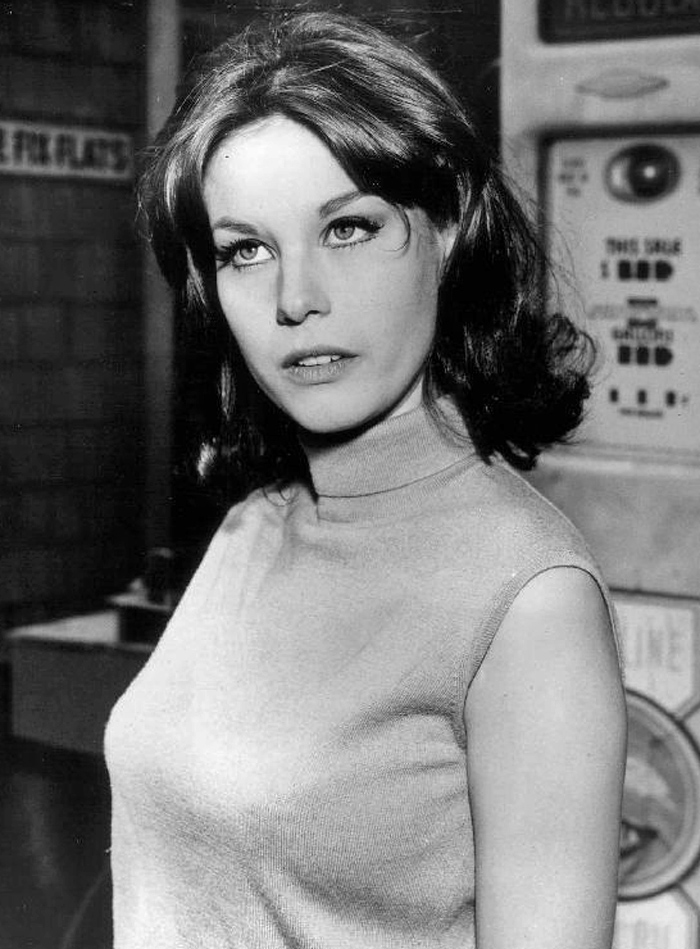
Lana Wood en 1966.

Elle est la jeune sœur de l'actrice Natalie Wood.
Elles sont les filles de Nikolaï Stepanovitch Zakharenko (1912-1980), né à Kharkov dans le gouvernement de Kharkov (Empire russe, aujourd'hui en Ukraine) et de Maria Stepanovna Zoudilova (1912-1996), originaire de Barnaoul en Russie. Les parents fuient la guerre civile russe pour s'installer à Montréal puis à San Francisco où naissent Natalia et Lana.
Elle apparaît, alors qu'elle est âgée de 9 ans, dans La Prisonnière du désert (1956) de John Ford, film dans lequel elle joue le rôle de Debbie Edwards enfant, rôle tenu en tant qu'adolescente par sa sœur Natalie.
Elle apparaît aussi dans un film de James Bond, Les diamants sont éternels (1971), sous le nom d'Abondance Delaqueue (Plenty O'Toole en version originale).
Elle est également un personnage récurrent de Peyton Place.

### Vie privée
Mariée à plusieurs reprises, elle a eu une fille, Evan Smedley (1974-2017), qui a eu trois enfants. Celle-ci est décédée d'une crise cardiaque, après avoir été victime de la maladie de Hodgkin, et elle ne se déplaçait qu'en fauteuil roulant.

## Filmographie

### Cinéma
- 1955 : Son seul amour (One Desire) de Jerry Hopper : Petite fille (non créditée)
- 1956 : La Prisonnière du désert (The Searchers) : Debbie Edwards enfant
- 1962 : Five Finger Exercise de Daniel Mann : Mary
- 1965 : The Fool Killer : Alice
- 1965 : The Girls on the Beach : Bonnie
- 1968 : For Singles Only : Helen Todd
- 1969 : Scream Free! : Karen
- 1971 : Les diamants sont éternels (Diamonds Are Forever) : Abondance Delaqueue (Plenty O'Tool)
- 1972 : Justin Morgan Had a Horse : Kathleen
- 1972 : A Place Called Today : Carolyn Schneider
- 1974 : Goodnight Jackie
- 1975 : Sons of Sassoun
- 1977 : La folle cavale (Speedtrap) : New Blossom
- 1977 : Grayeagle : Beth Colter
- 1982 : Les yeux du cauchemar (Satan's Mistress) : Lisa
- 2009 : The Book of Ruth : Journey of Faith : Tani
- 2010 : Last Wish : Helen
- 2010 : War to Heaven : président Bailey
- 2010 : Renovation : Dr Nitas
- 2012 : Donors : Norma
- 2012 : Silver Lake[à vérifier] : une libraire
- 2012 : Byer's Bog : une actrice
- 2012 : Race to Judgment : Sofia Jacalone
- 2013 : Holly, Jingles and Clyde 3D : Mme Claus

### Télévision
- 1957 : Playhouse 90 (série télévisée) : Judy enfant
- 1958 : Alcoa Theatre (série télévisée) : Pat
- 1958 : Have Gun - Will Travel (série télévisée) : Becky Coldwell
- 1958 : The Real McCoys (série télévisée) : Marlyn Harwick
- 1964 : Le Jeune Docteur Kildare (série télévisée) : Judy Gaer
- 1964 : Le Fugitif (The Fugitive) (série télévisée) : la poupée
- 1965-1966 : The Long, Hot Summer (en) (série télévisée) : Eula Harker
- 1966-1968 : Peyton Place (série télévisée) : Sandy Webber
- 1967 : Bonanza (série télévisée) : Dana Dawson
- 1967-1969 : Les Mystères de l'Ouest (The Wild Wild West) (série télévisée) : Sheila 'Vixen' O'Shaugnessy / Avery Trent
- 1969 : Brigade criminelle (Felony Squad) (série télévisée) : Sherry Martin
- 1970 : Black Water Gold (Téléfilm) : Eagan Ryan
- 1970 : La vieille garde reprend du service (The Over-the-HillGang Rides Again) (Téléfilm) : Katie Flavin
- 1971 : Docteur Marcus Welby (Marcus Welby M.D.) (série télévisée) : Angie
- 1971 : Monte Nash (série télévisée) : Diana
- 1971 : O'Hara, U.S. Treasury (série télévisée) : Fran Harper
- 1972 : Night Gallery (série télévisée) : une femme de ménage
- 1972 : Mission impossible (série télévisée) : Marcy Carpenter
- 1974 : QB VII (série télévisée) : Sue Scanlon
- 1974, 1977-1978 : Police Story (série télévisée) : June Lang / Rene / Gloria
- 1975 : Le Dahlia noir (Who Is the Black Dahlia?) (Téléfilm) : Boarder
- 1976 : Baretta (série télévisée) : sœur Olive
- 1976 : Cauchemar au pénitencier (en) (Nightmare in Badham County) (Téléfilm) : Smitty
- 1976 et 1979 : Starsky et Hutch (série télévisée) : Ella / Sidney Archer
- 1977 : Le Trottoir des grandes (Little Ladies of the Night) (Téléfilm) : Maureen
- 1977 : Corey: For the People (Téléfilm) : Janet Hanley
- 1978 : A Question of Guilt (Téléfilm) : Elizabeth Carson
- 1978 : L'Île fantastique (Fantasy Island) (série télévisée) : Cecile
- 1979 : David Cassidy - Man Undercover (série télévisée) : Pearl
- 1979 : Captain America (Captain America II: Death to Soon) (Téléfilm) : Yolanda
- 1981 : L'Homme à l'orchidée (Nero Wolfe) (série télévisée) : Delia Brandt
- 1983 : Capitol (série télévisée) : Fran Burke
- 1985 : Mike Hammer (série télévisée) : Virginia Warburton
- 2008 : Divas of Novella (Téléfilm) : Zeld
- 2009 : Tales from Dark Fall (série télévisée) : Santi